# Campeonato Mundial de Esquí Nórdico 2013 – Trampolín grande individual masculino
El evento de Trampolín grande individual masculino del Campeonato Mundial de Esquí Nórdico de 2013 se celebró el 28 de febrero de 2013, mientras que la clasificación se realizó el 27 de febrero de 2013.

## Resultado

### Clasificación
La clasificación se llevó a cabo a las 17:00 (hora local).
| Pos. | N.º | Nombre                   | País            | Distancia (m) | Puntos | Observaciones |
| ---- | --- | ------------------------ | --------------- | ------------- | ------ | ------------- |
| 1    | 50  | Wolfgang Loitzl          | Austria         | 125.0         | 135.9  | Clasificado   |
| 2    | 52  | Michael Neumayer         | Alemania        | 124.5         | 133.2  | Clasificado   |
| 3    | 45  | Thomas Morgenstern       | Austria         | 123.5         | 129.0  | Clasificado   |
| 4    | 43  | Andreas Wank             | Alemania        | 122.0         | 128.5  | Clasificado   |
| 5    | 44  | Andreas Stjernen         | Noruega         | 121.5         | 127.7  | Clasificado   |
| 6    | 48  | Maciej Kot               | Polonia         | 121.0         | 126.6  | Clasificado   |
| 7    | 46  | Taku Takeuchi            | Japón           | 121.5         | 126.1  | Clasificado   |
| 8    | 39  | Noriaki Kasai            | Japón           | 120.0         | 126.0  | Clasificado   |
| 9    | 33  | Daiki Ito                | Japón           | 119.0         | 125.9  | Clasificado   |
| 10   | 41  | Manuel Fettner           | Austria         | 121.0         | 125.7  | Clasificado   |
| 11   | 40  | Vladimir Zografski       | Bulgaria        | 121.0         | 125.4  | Clasificado   |
| 12   | 25  | Alexey Romashov          | Rusia           | 118.0         | 123.6  | Clasificado   |
| 13   | 34  | Dawid Kubacki            | Polonia         | 118.0         | 122.2  | Clasificado   |
| 14   | 51  | Jaka Hvala               | Eslovenia       | 118.0         | 120.8  | Clasificado   |
| 15   | 38  | Lukáš Hlava              | República Checa | 117.0         | 120.0  | Clasificado   |
| 16   | 42  | Piotr Żyła               | Polonia         | 118.0         | 119.9  | Clasificado   |
| 17   | 53  | Tom Hilde                | Noruega         | 118.0         | 119.7  | Clasificado   |
| 18   | 37  | Stefan Kraft             | Austria         | 116.5         | 118.9  | Clasificado   |
| 19   | 35  | Sebastian Colloredo      | Italia          | 115.5         | 117.8  | Clasificado   |
| 20   | 30  | Roman Koudelka           | República Checa | 115.0         | 117.4  | Clasificado   |
| 21   | 49  | Jurij Tepeš              | Eslovenia       | 118.5         | 117.0  | Clasificado   |
| 22   | 23  | Andrea Morassi           | Italia          | 116.0         | 114.3  | Clasificado   |
| 23   | 27  | Yuta Watase              | Japón           | 113.0         | 113.9  | Clasificado   |
| 24   | 24  | Jakub Janda              | República Checa | 114.0         | 112.2  | Clasificado   |
| 25   | 36  | Denis Kornilov           | Rusia           | 113.0         | 111.8  | Clasificado   |
| 26   | 21  | Kaarel Nurmsalu          | Estonia         | 114.5         | 110.1  | Clasificado   |
| 27   | 28  | Vincent Descombes Sevoie | Francia         | 111.0         | 108.5  | Clasificado   |
| 28   | 29  | Ilya Rosliakov           | Rusia           | 111.0         | 106.6  | Clasificado   |
| 29   | 6   | Marco Grigoli            | Suiza           | 109.5         | 106.2  | Clasificado   |
| 30   | 8   | Martti Nõmme             | Estonia         | 110.0         | 105.6  | Clasificado   |
| 31   | 47  | Dmitry Vassiliev         | Rusia           | 112.0         | 103.9  | Clasificado   |
| 32   | 22  | Ville Larinto            | Finlandia       | 111.0         | 103.3  | Clasificado   |
| 33   | 10  | Radik Zhaparov           | Kazajistán      | 107.0         | 101.1  | Clasificado   |
| 34   | 12  | Roberto Dellasega        | Italia          | 106.5         | 100.0  | Clasificado   |
| 35   | 13  | Carl Nordin              | Suecia          | 107.0         | 99.9   | Clasificado   |
| 36   | 32  | Lauri Asikainen          | Finlandia       | 106.0         | 98.9   | Clasificado   |
| 37   | 14  | Anssi Koivuranta         | Finlandia       | 105.5         | 97.6   | Clasificado   |
| 38   | 31  | Gregor Deschwanden       | Suiza           | 105.5         | 96.8   | Clasificado   |
| 38   | 9   | Anders Johnson           | Estados Unidos  | 105.0         | 96.8   | Clasificado   |
| 40   | 26  | Peter Frenette           | Estados Unidos  | 105.0         | 96.6   | Clasificado   |
| 41   | 3   | Killian Peier            | Suiza           | 103.5         | 93.9   |               |
| 42   | 5   | Ronan Lamy-Chappuis      | Francia         | 103.0         | 93.1   |               |
| 43   | 11  | Alexander Mitz           | Suecia          | 100.0         | 85.0   |               |
| 44   | 17  | Sami Heiskanen           | Finlandia       | 100.0         | 84.7   |               |
| 45   | 20  | Davide Bresadola         | Italia          | 102.0         | 84.6   |               |
| 46   | 19  | Sabirzhan Muminov        | Kazajistán      | 99.0          | 80.1   |               |
| 47   | 15  | Konstantin Sokolenko     | Kazajistán      | 94.0          | 74.8   |               |
| 47   | 1   | Alexey Korolev           | Kazajistán      | 94.5          | 74.8   |               |
| 49   | 18  | Andrii Klymchuk          | Ucrania         | 95.0          | 74.3   |               |
| 50   | 7   | Tomáš Zmoray             | Eslovaquia      | 94.5          | 73.5   |               |
| 51   | 4   | Volodymyr Veredyuk       | Ucrania         | 93.0          | 72.4   |               |
| 52   | 16  | Patrik Lichý             | Eslovaquia      | 93.0          | 70.6   |               |
| *    | 54  | Simon Ammann             | Suiza           |               |        | Precasificado |
| *    | 55  | Peter Prevc              | Eslovenia       | 126.0         |        | Precasificado |
| *    | 56  | Jan Matura               | República Checa | 123.5         |        | Precasificado |
| *    | 57  | Richard Freitag          | Alemania        | 123.0         |        | Precasificado |
| *    | 58  | Robert Kranjec           | Eslovenia       |               |        | Precasificado |
| *    | 59  | Kamil Stoch              | Polonia         | 125.0         |        | Precasificado |
| *    | 60  | Severin Freund           | Alemania        | 123.0         |        | Precasificado |
| *    | 61  | Anders Jacobsen          | Noruega         | 121.0         |        | Precasificado |
| *    | 62  | Anders Bardal            | Noruega         | 123.0         |        | Precasificado |
| *    | 63  | Gregor Schlierenzauer    | Austria         | 124.5         |        | Precasificado |
|      | 2   | Nico Polychronidis       | Grecia          |               |        | Descalificado |

### Final
La final comenzó a las 17:00 (hora local).
| Pos.              | N.º | Nombre                   | País            | 1º ronda distancia (m) | 1º ronda puntos | 1º ronda posición | ronda final distancia (m) | ronda final puntos | ronda final posición | Total de puntos |
| ----------------- | --- | ------------------------ | --------------- | ---------------------- | --------------- | ----------------- | ------------------------- | ------------------ | -------------------- | --------------- |
| Medalla de oro    | 46  | Kamil Stoch              | Polonia         | 131.5                  | 144.9           | 1                 | 130.0                     | 150.9              |                      | 295.8           |
| Medalla de plata  | 42  | Peter Prevc              | Eslovenia       | 130.5                  | 139.8           | 2                 | 130.5                     | 149.9              |                      | 289.7           |
| Medalla de bronce | 48  | Anders Jacobsen          | Noruega         | 129.0                  | 138.4           | 3                 | 131.0                     | 150.7              |                      | 289.1           |
| 4                 | 37  | Wolfgang Loitzl          | Austria         | 128.5                  | 138.1           | 4                 | 132.5                     | 146.8              |                      | 284.9           |
| 5                 | 43  | Jan Matura               | República Checa | 127.5                  | 133.3           | 12                | 132.0                     | 148.1              |                      | 281.4           |
| 6                 | 44  | Richard Freitag          | Alemania        | 129.0                  | 137.7           | 5                 | 128.5                     | 142.7              |                      | 280.4           |
| 7                 | 41  | Simon Ammann             | Suiza           | 127.5                  | 134.2           | 10                | 132.5                     | 145.6              |                      | 279.8           |
| 8                 | 50  | Gregor Schlierenzauer    | Austria         | 125.0                  | 131.7           | 16                | 128.5                     | 147.5              |                      | 279.2           |
| 9                 | 47  | Severin Freund           | Alemania        | 126.5                  | 133.1           | 13                | 129.5                     | 144.3              |                      | 277.4           |
| 10                | 20  | Daiki Ito                | Japón           | 127.5                  | 135.4           | 7                 | 127.0                     | 141.5              |                      | 276.9           |
| 11                | 49  | Anders Bardal            | Noruega         | 127.5                  | 134.9           | 8                 | 129.0                     | 141.5              |                      | 276.4           |
| 12                | 30  | Andreas Wank             | Alemania        | 127.5                  | 136.0           | 6                 | 129.5                     | 140.4              |                      | 276.4           |
| 13                | 39  | Michael Neumayer         | Alemania        | 130.5                  | 134.6           | 9                 | 124.0                     | 139.7              |                      | 274.3           |
| 14                | 40  | Tom Hilde                | Noruega         | 127.5                  | 133.4           | 11                | 129.0                     | 140.2              |                      | 273.6           |
| 15                | 28  | Manuel Fettner           | Austria         | 126.5                  | 133.0           | 14                | 125.5                     | 139.7              |                      | 272.7           |
| 16                | 32  | Thomas Morgenstern       | Austria         | 126.0                  | 128.9           | 22                | 125.5                     | 142.9              |                      | 271.8           |
| 17                | 33  | Taku Takeuchi            | Japón           | 126.0                  | 132.7           | 15                | 126.0                     | 137.8              |                      | 270.5           |
| 18                | 31  | Andreas Stjernen         | Noruega         | 125.0                  | 131.3           | 17                | 127.0                     | 137.6              |                      | 268.9           |
| 19                | 29  | Piotr Żyła               | Polonia         | 124.0                  | 129.0           | 21                | 126.5                     | 139.1              |                      | 268.1           |
| 20                | 21  | Dawid Kubacki            | Polonia         | 126.5                  | 130.4           | 19                | 126.0                     | 134.9              |                      | 265.3           |
| 21                | 45  | Robert Kranjec           | Eslovenia       | 123.0                  | 126.1           | 25                | 126.5                     | 138.4              |                      | 264.5           |
| 22                | 26  | Noriaki Kasai            | Japón           | 125.0                  | 128.0           | 23                | 125.0                     | 135.7              |                      | 263.7           |
| 23                | 24  | Stefan Kraft             | Austria         | 124.5                  | 126.5           | 24                | 124.5                     | 135.8              |                      | 262.3           |
| 24                | 25  | Lukáš Hlava              | República Checa | 121.5                  | 122.2           | 29                | 126.5                     | 138.1              |                      | 260.3           |
| 25                | 38  | Jaka Hvala               | Eslovenia       | 122.0                  | 123.3           | 27                | 125.0                     | 136.5              |                      | 259.8           |
| 26                | 8   | Kaarel Nurmsalu          | Estonia         | 121.0                  | 130.0           | 20                | 122.5                     | 129.4              |                      | 259.4           |
| 27                | 35  | Maciej Kot               | Polonia         | 125.0                  | 130.5           | 18                | 122.5                     | 128.2              |                      | 258.7           |
| 28                | 36  | Jurij Tepeš              | Eslovenia       | 122.0                  | 123.2           | 28                | 124.5                     | 134.9              |                      | 258.1           |
| 29                | 15  | Vincent Descombes Sevoie | Francia         | 122.0                  | 121.9           | 30                | 126.5                     | 134.8              |                      | 256.7           |
| 30                | 17  | Roman Koudelka           | República Checa | 120.5                  | 123.5           | 26                | 121.5                     | 127.0              |                      | 250.5           |
| 31                | 27  | Vladimir Zografski       | Bulgaria        | 120.5                  | 121.4           | 31                |                           |                    |                      | 121.4           |
| 32                | 23  | Denis Kornilov           | Rusia           | 121.0                  | 120.8           | 32                |                           |                    |                      | 120.8           |
| 32                | 22  | Sebastian Colloredo      | Italia          | 122.0                  | 120.8           | 33                |                           |                    |                      | 120.8           |
| 34                | 14  | Yuta Watase              | Japón           | 119.0                  | 119.6           | 34                |                           |                    |                      | 119.6           |
| 35                | 5   | Roberto Dellasega        | Italia          | 115.5                  | 119.3           | 35                |                           |                    |                      | 119.3           |
| 36                | 34  | Dmitry Vassiliev         | Rusia           | 118.5                  | 115.9           | 36                |                           |                    |                      | 115.9           |
| 37                | 16  | Ilya Rosliakov           | Rusia           | 118.0                  | 114.7           | 37                |                           |                    |                      | 114.7           |
| 38                | 10  | Andrea Morassi           | Italia          | 112.0                  | 112.7           | 38                |                           |                    |                      | 112.7           |
| 39                | 3   | Anders Johnson           | Estados Unidos  | 111.0                  | 107.4           | 39                |                           |                    |                      | 107.4           |
| 40                | 4   | Radik Zhaparov           | Kazajistán      | 111.0                  | 106.0           | 40                |                           |                    |                      | 106.0           |
| 41                | 12  | Alexey Romashov          | Rusia           | 109.0                  | 105.9           | 41                |                           |                    |                      | 105.9           |
| 42                | 1   | Marco Grigoli            | Suiza           | 110.0                  | 103.9           | 42                |                           |                    |                      | 103.9           |
| 43                | 18  | Gregor Deschwanden       | Suiza           | 112.5                  | 103.8           | 43                |                           |                    |                      | 103.8           |
| 44                | 6   | Carl Nordin              | Suecia          | 110.0                  | 102.7           | 44                |                           |                    |                      | 102.7           |
| 45                | 7   | Anssi Koivuranta         | Finlandia       | 105.5                  | 98.2            | 45                |                           |                    |                      | 98.2            |
| 46                | 9   | Ville Larinto            | Finlandia       | 103.5                  | 94.5            | 46                |                           |                    |                      | 94.5            |
| 47                | 11  | Jakub Janda              | República Checa | 104.5                  | 95.0            | 47                |                           |                    |                      | 95.0            |
| 48                | 19  | Lauri Asikainen          | Finlandia       | 106.0                  | 91.1            | 48                |                           |                    |                      | 91.1            |
| 49                | 2   | Martti Nõmme             | Estonia         | 104.0                  | 90.9            | 49                |                           |                    |                      | 90.9            |
| 50                | 13  | Peter Frenette           | Estados Unidos  | 98.0                   | 83.1            | 50                |                           |                    |                      | 83.1            |